# Sinagoga de Seforis
La sinagoga de Seforis, o sinagoga de Tzippori, és una antiga sinagoga descoberta a Seforis, una ciutat jueva de l'era romana a Galilea, que actualment és un jaciment arqueològic i un parc nacional d'Israel.

## Història
Basant-se en proves numismàtiques, sembla que la sinagoga es va construir durant la primera meitat del segle v. Es trobava a la part del nord de la ciutat, no gaire lluny del centre de la ciutat.Amb 20,7 metres de llargària i 8 d'amplada, és la sinagoga antiga més estreta que s'ha trobat a la Terra d'Israel. La bimah es trobava a la paret occidental, i no orientada a Jerusalem com la resta de sinagogues del l'època.
La Mixnà descriu Seforis com una ciutat que havia arribat a tenir 18 sinagogues en el moment del funeral del rabí Yehudà ha-Nassí a finals del segle ii.

## Descobriment
El mosaic del terra de l'antiga sinagoga fou descobert el 1993 per un equip que construïa un garatge als afores del parc arqueològic nacional de Tzippori. És un dels molts mosaics il·lustrats de sinagogues que s'han trobat a Israel. Es va avisar l'arqueòleg Zeev Weiss, llavors un estudiant graduat de la Universitat Hebrea, i el seu professor, l'arqueòleg Ehud Netzer, i van destapar el terra i els seus voltants.

## Mosaics

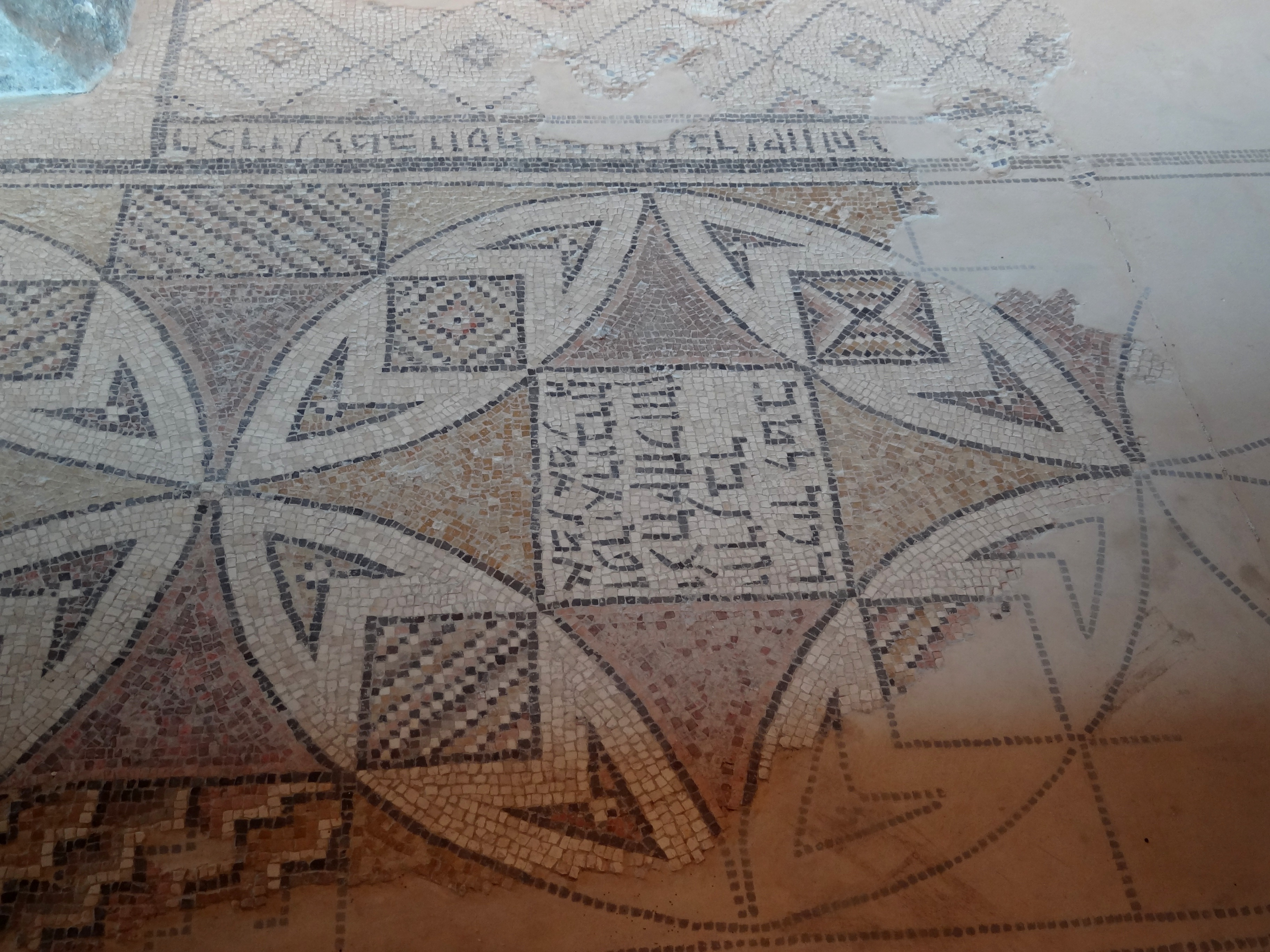
Inscripció en arameu

El mosaic del terra està dividit en set parts. Prop de l'entrada hi ha una escena que mostra com els àngels visiten Sara. La següent secció mostra el sacrifici d'Isaac. Hi ha un Zodíac gran amb els noms dels mesos escrits en hebreu. Hèlios seu al mig en el seu carro del Sol. Després hi ha una fila de tres panells on es representen les ofrenes al Temple de Jerusalem, incloent-hi el sacrifici "tamid", el pa de la proposició i el cistell de les primícies. A sobre hi ha una representació d'Aaró oferint sacrificis al Tabernacle. A sobre hi ha una altra fila de tres panells, una arca de la Torà, representada com un edifici frontal, i una pala d'encens que representa les pales d'encens que es feien servir al Temple, flanquejada per dos panells cadascun dels quals mostra la Menorà de set branques del Temple de Jerusalem, envoltada de símbols de les festes jueves, incloent-hi la lulav i la xofar. A dalt, o a davant de la secció de l'edifici del terra, hi ha una altra fila de tres panells, amb dos lleons flanquejant una corona, amb les seves potes descansant sobre el cap d'un bou.
El panell més gran, o les seccions centrals del mosaic, està distribuït com un gran quadrat amb un cercle dins d'un cercle. Això mostra el Zodíac amb Hèlios conduint el seu carro. Com en la sinagoga de Hammat Tiberias i la sinagoga de Beit Alfa, el panell del Zodíac a Tzippori té carcanyols que representen les quatre estacions.
En honor dels donants hi ha una inscripció al mosaic en arameu, que diu: "Sigui recordat pel bon Yudan fill d'Isaac el Sacerdot i Paragri la seva filla, Amén, Amén."